# Ricalcificazione
Per  ricalcificazione  in campo medico, si intende un'aggiunta di sali di calcio all'organismo, per curare il possibile deficit degli stessi.

## Conseguenze
La sostituzione si rende necessaria in quanto si recuperano l'eccitabilità neuromuscolare e la contrazione cardiaca, si raggiunge il mantenimento dei giunti intercellulari e per aumentare la resistenza delle ossa a possibili compressioni.

## Possibili danni
Le ossa se non ottengono una ricalcificazione quando necessiti diventano fragili e possono andare incontro a rotture (fratture).